# Багиров, Ровшан Эльмидар оглы
Ровшан Эльмидар оглы Багиров (азерб. Rövşən Elmidar oğlu Bağırov; род. 1966, Баку) — глава исполнительной власти Ахсуйского района.

## Биография
Родился в 1966 году в г. Баку. В 1990 году окончил Азербайджанский институт народного хозяйства.
С ноября 1983 года работал препаратором  кафедры охраны труда Азербайджанского института нефти и химии. С сентября 1987 года являлся лаборантом данной кафедры.
С апреля 1989 года являлся бухгалтером Азербайджанского института нефти и химии.
С августа 1990 года — инструктор республиканского штаба Азербайджанского ленинского коммунистического союза молодёжи.
С июня 1991 — главный бухгалтер советско-турецкого совместного предприятия «Gənclik».
С 1994 по 1992 год — главный бухгалтер малого предприятия «Amal».
С июня 1992 по 1994 год — главный бухгалтер центра занятости населения Сабаильского района.
С 1995 по 1996 год являлся начальником отдела банка «Elmarbank».
До 2003 года являлся заместителем начальника отдела филиала «Sahil» банка «Debut».
С марта 2003 по 2006 год — главный бухгалтер ОАО «Bakı yoltikintiservis».
С марта 2006 по 2007 год — директор ООО «Sənaye Tikinti Servis».
Глава исполнительной власти Лерикского района (2 апреля 2007 — 29 апреля 2021).
Глава исполнительной власти Ахсуйского района (с 29 апреля 2021).